# 塞斯特里尼夫卡
49°44′13″N 28°56′28″E / 49.73694°N 28.94111°E
塞斯特里尼夫卡（羅馬化：Sestrynivka）是烏克蘭的村落，位於該國西南部文尼察州，由赫米利尼克區負責管轄，始建於1640年，面積4.15平方公里，海拔高度260米，2001年人口1,147，人口密度每平方公里276.39人。